# Euphorbia notoptera
Euphorbia notoptera är en törelväxtart som beskrevs av Pierre Edmond Boissier. Euphorbia notoptera ingår i släktet törlar, och familjen törelväxter. Inga underarter finns listade i Catalogue of Life.